# Håll ångan oppe! (film, 1945)
Håll ångan oppe! (engelska: The Naughty Nineties) är en amerikansk komedifilm från 1945 i regi av Jean Yarbrough. I huvudrollerna ses komikerduon Abbott och Costello. Filmen är noterbar för att den innehåller en filmad version av duons berömda sketch "Who's on First?". Repliken, "Who's on First?", rankades som ett av det mest minnesvärda citaten inom amerikansk film genom tiderna på American Film Institutes topplista över de 100 främsta.

## Rollista i urval
- Bud Abbott - Dexter Broadhurst
- Lou Costello - Sebastian Dinwiddle
- Alan Curtis - Crawford
- Rita Johnson - Bonita Farrow
- Henry Travers - kapten Sam Jackson
- Lois Collier - Miss Caroline Jackson
- Joe Sawyer - Bailey
- Joe Kirk - croupier